# Philippinacridium brachypterum
Philippinacridium brachypterum är en insektsart som beskrevs av Marius Descamps 1974. Philippinacridium brachypterum ingår i släktet Philippinacridium och familjen Chorotypidae. Inga underarter finns listade i Catalogue of Life.